# Jan V. Portugalský
Jan V. Portugalský (portugalsky João V de Portugal), zvaný apodado el Magnánimo (Šlechetný) nebo také portugalský král slunce, 22. října 1689, Lisabon – 31. července 1750, Lisabon, byl portugalský král v letech 1706–1750 a třináctý vévoda z Braganzy mezi roky 1689–1750.

## Život
Nastoupil na trůn po svém otci Petru II., který zemřel v prosinci roku 1706, 1. ledna 1707 byl prohlášen králem.
Jedním z jeho prvních snah bylo upevnit spojení s Velkou aliancí, k níž se jeho otec připojil v roce 1703. Se svými vojenskými jednotkami vtáhl do Kastilie, ale byl zastaven těžkou porážkou, kterou utrpěl 25. dubna 1707 v bitvě u Almansy.
27. října 1708 uzavřel manželství s arcivévodkyní Marií Annou Habsburskou (1683–1754), dcerou římského císaře Leopolda I., aby upevnil svazek s Rakouskem; série nezdařených vojenských tažení, která následovala, skončila uzavřením míru s Francií v roce 1713 a se Španělskem v roce 1715.
Dlouhé kralování Jana V. bylo charakterizováno vzestupem královské moci díky příjmům pocházejícím z brazilských dolů na stříbro a zlato. Polovina každé tuny, která se v dolech vytěžila, byla vlastnictvím koruny; druhá polovina se dělila mezi majitele a veřejnou správu. To umožnilo králi nedbat parlamentu a vládnout jako absolutní monarcha.
Kvůli své centralistické politice se musel Jan vypořádat s opozicí různých šlechtických rodů a vlivných členů kléru.
Jako výraz díků a vděčnosti za narození nástupce trůnu, princezny Marie Barbary dal postavit své vlastní „Versailles“ – palác Mafra. Ludvík XIV. byl pro něj vzorem, skvělosti francouzského dvora však Jan nikdy nedosáhl.
Jan V. využil část královského pokladu k rozvoji slabé portugalské ekonomiky, podporoval řemesla i vědu a doufal, že jeho království znovu získá prestiž mezi svými evropskými sousedy. Jeho zahraniční politika se řídila jednoduchými a neměnnými pravidly: politická neutralita v evropských konfliktech a jednání s Vatikánem směřující k získání uznání legální moci monarchy.
Tato jednání s Vatikánem skončila v roce 1748 ze strany papeže Benedikta XIV. uznáním Portugalska suverénním státem a udělením titulu „nejzbožnější král“. Šest let před obdržením tohoto titulu, v roce 1742, byl Jan raněn mrtvicí, následkem které zůstal ochrnutý na polovinu těla a neschopný zasahovat do politických záležitostí; jeho žena Marie Anna se ujala regentství. Poslední léta jeho života věnoval zbožné činnosti a poskytování služeb kléru. Jeho ekonomická opatření, velmi nepopulární u šlechty, byla neúčinná. Jan V. zemřel v Lisabonu 31. července 1750. Jeho nástupcem se stal jeho syn Josef I. Portugalský.

## Děti
Z manželství s Marií Annou vzešli následující potomci:
- Marie Barbara (4. února 1711 – 27. srpna 1758), ⚭ 1729 Ferdinand VI. (23. září 1713 – 10. srpna 1759), španělský král od roku 1746 až do své smrti
- Petr (19. října 1712 – 29. října 1714), brazilský princ, vévoda z Braganzy
- Josef I. (6. června 1714 – 24. února 1777), brazilský princ, vévoda z Braganzy, portugalský král od roku 1750 až do své smrti, ⚭ 1729 Mariana Viktorie Španělská (31. března 1718 – 15. ledna 1781)
- Karel (2. května 1716 – 29. března 1736)
- Petr III. (5. června 1717 – 25. května 1786), portugalský král od roku 1777 až do své smrti, ⚭ 1760 Marie I. Portugalská (17. prosince 1734 – 20. března 1816)
- Alexandr František (24. září 1718 – 12. srpna 1728)

Kromě těchto legitimních potomků měl i řadu nemanželských dětí, mezi jinými:
- Antonín (1714–1800), člen řádu rytířů našeho Pána Ježíše Krista
- Gaspar (1716–1789), arcibiskup z Bragy
- Josef (1720–1801), Velký Inkvizitor Portugalska

## Vývod z předků
|                      |                                            |  |                               |                                    |  |  |  |  |  |  |  | Jan I. z Braganzy |
|                      |                                            |  |                               |                                    |  |  |  |  |  |  |  |                   |
|                      | Teodósio II. z Braganzy                    |  |                               |                                    |  |  |  |  |  |  |  |                   |
|                      |                                            |  |                               |                                    |  |  |  |  |  |  |  |                   |
|                      |                                            |  |                               | Kateřina Portugalská               |  |  |  |  |  |  |  |                   |
|                      |                                            |  |                               |                                    |  |  |  |  |  |  |  |                   |
|                      | Jan IV. Portugalský                        |  |                               |                                    |  |  |  |  |  |  |  |                   |
|                      |                                            |  |                               |                                    |  |  |  |  |  |  |  |                   |
|                      |                                            |  |                               | João Fernandes de Velasco de Frias |  |  |  |  |  |  |  |                   |
|                      |                                            |  |                               |                                    |  |  |  |  |  |  |  |                   |
|                      | Ana de Velasco y Girón                     |  |                               |                                    |  |  |  |  |  |  |  |                   |
|                      |                                            |  |                               |                                    |  |  |  |  |  |  |  |                   |
|                      |                                            |  |                               | María Téllez-Girón y Guzmán        |  |  |  |  |  |  |  |                   |
|                      |                                            |  |                               |                                    |  |  |  |  |  |  |  |                   |
|                      | Petr II. Portugalský                       |  |                               |                                    |  |  |  |  |  |  |  |                   |
|                      |                                            |  |                               |                                    |  |  |  |  |  |  |  |                   |
|                      |                                            |  |                               | Alonso Pérez de Guzmán             |  |  |  |  |  |  |  |                   |
|                      |                                            |  |                               |                                    |  |  |  |  |  |  |  |                   |
|                      | Juan Manuel Pérez de Guzmán                |  |                               |                                    |  |  |  |  |  |  |  |                   |
|                      |                                            |  |                               |                                    |  |  |  |  |  |  |  |                   |
|                      |                                            |  |                               | Ana de Silva y Mendoza             |  |  |  |  |  |  |  |                   |
|                      |                                            |  |                               |                                    |  |  |  |  |  |  |  |                   |
|                      | Luisa de Guzmán                            |  |                               |                                    |  |  |  |  |  |  |  |                   |
|                      |                                            |  |                               |                                    |  |  |  |  |  |  |  |                   |
|                      |                                            |  |                               | Francisco de Sandoval y Borja      |  |  |  |  |  |  |  |                   |
|                      |                                            |  |                               |                                    |  |  |  |  |  |  |  |                   |
|                      | Joana Lourença Gómez de Sandoval y Lacerda |  |                               |                                    |  |  |  |  |  |  |  |                   |
|                      |                                            |  |                               |                                    |  |  |  |  |  |  |  |                   |
|                      |                                            |  |                               | Catalina de la Cerda               |  |  |  |  |  |  |  |                   |
|                      |                                            |  |                               |                                    |  |  |  |  |  |  |  |                   |
| 'Jan V. Portugalský' |                                            |  |                               |                                    |  |  |  |  |  |  |  |                   |
|                      |                                            |  |                               |                                    |  |  |  |  |  |  |  |                   |
|                      |                                            |  | Filip Ludvík Falcko-Neuburský |                                    |  |  |  |  |  |  |  |                   |
|                      |                                            |  |                               |                                    |  |  |  |  |  |  |  |                   |
|                      | Wolfgang Vilém Neuburský                   |  |                               |                                    |  |  |  |  |  |  |  |                   |
|                      |                                            |  |                               |                                    |  |  |  |  |  |  |  |                   |
|                      |                                            |  |                               | Anna Klevská                       |  |  |  |  |  |  |  |                   |
|                      |                                            |  |                               |                                    |  |  |  |  |  |  |  |                   |
|                      | Filip Vilém Falcký                         |  |                               |                                    |  |  |  |  |  |  |  |                   |
|                      |                                            |  |                               |                                    |  |  |  |  |  |  |  |                   |
|                      |                                            |  |                               | Vilém V. Bavorský                  |  |  |  |  |  |  |  |                   |
|                      |                                            |  |                               |                                    |  |  |  |  |  |  |  |                   |
|                      | Magdalena Bavorská                         |  |                               |                                    |  |  |  |  |  |  |  |                   |
|                      |                                            |  |                               |                                    |  |  |  |  |  |  |  |                   |
|                      |                                            |  |                               | Renata Lotrinská                   |  |  |  |  |  |  |  |                   |
|                      |                                            |  |                               |                                    |  |  |  |  |  |  |  |                   |
|                      | Marie Žofie Falcko-Neuburská               |  |                               |                                    |  |  |  |  |  |  |  |                   |
|                      |                                            |  |                               |                                    |  |  |  |  |  |  |  |                   |
|                      |                                            |  |                               | Ludvík V. Hesensko-Darmstadtský    |  |  |  |  |  |  |  |                   |
|                      |                                            |  |                               |                                    |  |  |  |  |  |  |  |                   |
|                      | Jiří II. Hesensko-Darmstadtský             |  |                               |                                    |  |  |  |  |  |  |  |                   |
|                      |                                            |  |                               |                                    |  |  |  |  |  |  |  |                   |
|                      |                                            |  |                               | Magdalena Braniborská              |  |  |  |  |  |  |  |                   |
|                      |                                            |  |                               |                                    |  |  |  |  |  |  |  |                   |
|                      | Alžběta Amálie Hesensko-Darmstadtská       |  |                               |                                    |  |  |  |  |  |  |  |                   |
|                      |                                            |  |                               |                                    |  |  |  |  |  |  |  |                   |
|                      |                                            |  |                               | Jan Jiří I. Saský                  |  |  |  |  |  |  |  |                   |
|                      |                                            |  |                               |                                    |  |  |  |  |  |  |  |                   |
|                      | Žofie Eleonora Saská                       |  |                               |                                    |  |  |  |  |  |  |  |                   |
|                      |                                            |  |                               |                                    |  |  |  |  |  |  |  |                   |
|                      |                                            |  |                               | Magdalena Sibylla Pruská           |  |  |  |  |  |  |  |                   |
|                      |                                            |  |                               |                                    |  |  |  |  |  |  |  |                   |